# 安田絢恵
安田 絢恵（やすだ あやえ、1995年3月15日 - ）は、北海道函館市出身のハンドボール選手。日本ハンドボールリーグのプレステージ・インターナショナル アランマーレ所属。

## 経歴
白梅学園高等学校時代は2010年に日本代表U-16に選出された。
2012年は第20回日・韓・中ジュニア交流競技会の日本代表に選ばれた。
高校卒業後は日本体育大学へ進学。2014年は関東学生ハンドボール・春季リーグで優秀新人賞を受賞した。
2015年は秋季リーグで特別賞を受賞。
2017年に日本ハンドボールリーグのプレステージ・インターナショナル アランマーレへ加入。
2018-19年シーズンから主将に就任。

## 詳細情報

### 年度別成績
| 年       | チーム       | 試合 | FS 阻止  | 率   | 7m 阻止 | 率   |
| -------- | ------------ | ---- | -------- | ---- | ------- | ---- |
| 2017-18  | アランマーレ | 24   | 250/783  | .319 | 6/38    | .158 |
| 2018-19  | アランマーレ | 24   | 299/854  | .350 | 20/66   | .303 |
| JHL：2年 | JHL：2年     | 48   | 549/1637 | .335 | 26/104  | .250 |

- 各年度の太字はリーグ最高

### 背番号
- 12 (2017年 - )